# 페르마상
페르마상(프랑스어: Prix Fermat)은 매년 2년마다 피에르 드 페르마가 헌신했던 분야와 밀접한 수학 연구에서 업적을 남긴 수학자에게 수여하는 상이다. 대표적으로 변분 원리의 진술, 해석기하학과 확률론의 기초, 정수론 등이다. 1989년에 창설되었으며, 2년마다 툴루즈의 툴루즈 수학 연구소에서 시상한다. 상금은 2만 유로이다.
유명한 수상자로는 1995년 수상자인 페르마의 마지막 정리를 최초로 완벽하게 증명한 앤드루 와일스, 2001년 리처드 로런스 테일러와 벤델린 베르너, 2009년 엘론 린덴스트라우스와 세드리크 빌라니 등이 있다.

## 수상자
| 연도 | 수상자                                                  |
| ---- | ------------------------------------------------------- |
| 1989 | Abbas Bahri                                             |
| 1989 | 케네스 앨런 리벳                                        |
| 1991 | 장루이 콜리오텔렌(프랑스어: Jean-Louis Colliot-Thélène) |
| 1993 | 장미셸 코롱(프랑스어: Jean-Michel Coron)                |
| 1995 | 앤드루 와일스                                           |
| 1997 | 미셸 탈라그랑(프랑스어: Michel Talagrand)               |
| 1999 | 파브리스 베튀엘(프랑스어: Fabrice Béthuel)              |
| 1999 | 프레데리크 엘랭(프랑스어: Frédéric Hélein)              |
| 2001 | 리처드 로런스 테일러                                    |
| 2001 | 벤델린 베르너                                           |
| 2003 | 루이지 암브로시오(이탈리아어: Luigi Ambrosio)           |
| 2005 | 피에르 콜메(프랑스어: Pierre Colmez)                    |
| 2005 | 장프랑수아 르 갈(프랑스어: Jean-François Le Gall)       |
| 2007 | Chandrashekhar Khare                                    |
| 2009 | 엘론 린덴스트라우스                                     |
| 2009 | 세드리크 빌라니                                         |
| 2011 | Manjul Bhargava                                         |
| 2011 | 이고리 로드냔스키(러시아어: Игорь Роднянский)           |
| 2013 | 카밀로 데 렐리스(이탈리아어: Camillo De Lellis)         |
| 2013 | 마틴 헤어러(영어: Martin Hairer)                        |

## 같이 보기
- 피에르 드 페르마
- 앤드루 와일스